# Beñat Turrientes
Beñat Turrientes Imaz (* 31. Januar 2002 in Beasain) ist ein spanischer Fußballspieler, der aktuell bei Real Sociedad San Sebastián in der Primera División spielt.

## Karriere

### Verein
Turrientes begann seine fußballerische Ausbildung 2014 bei Real Sociedad San Sebastián. Von 2019 bis 2020 spielte er dort 17 Mal in der dritten Mannschaft. In der Saison 2020/21 spielte er 16 Mal für die zweite Mannschaft in der dritten Liga und stieg über die Playoffs mit seiner Mannschaft in die Segunda División auf. Zudem stand er das erste Mal im Spieltagskader der Profis. Am 21. August 2021 (2. Spieltag) gab er daraufhin sein Profidebüt, als er in der zweiten Mannschaft gegen den CD Lugo über die vollen 90 Minuten spielte. Etwas mehr als einen Monat später stand er in der Profimannschaft bei einem 1:0-Sieg über den FC Elche ebenfalls in der Startelf und gab somit sein Debüt in der höchsten spanischen Spielklasse. Wenige Tage später wurde er bei einem 1:1-Unentschieden gegen die AS Monaco in der Europa League eingewechselt und gab somit sein Debüt auf internationaler Ebene.

### Nationalmannschaft
Von August 2018 bis November 2019 spielte Turrientes für die spanische U19-Auswahl, mit der er unter anderem an der U17-EM und WM 2019 teilnahm. Während man bei der Europameisterschaft noch ins Halbfinale kam, schied sein Team bei der Weltmeisterschaft ein halbes Jahr später bereits im Viertelfinale gegen Frankreich aus. Nachdem er bis Februar 2020 noch für die U18 unterwegs war, ist er seit September 2021 spanischer U21-Nationalspieler.

## Erfolge
Real Sociedad San Sebastián B
- Aufstieg in die Segunda División: 2021

Spanien
- Olympiasieger: 2024